# Suhlamu
Suhlamu (w transliteracji z pisma klinowego Suḫ-la-a-mu, w transkrypcji Suḫlāmu) – król Asyrii, w Asyryjskiej liście królów wymieniony jako jeden z 17 królów, którzy mieszkali w namiotach.